# Caixte
Caixte är en ort i Mexiko, tillhörande kommunen Isidro Fabela i delstaten Mexiko. Orten hade 114 invånare vid folkräkningen 2010.